# Eikthyrnir

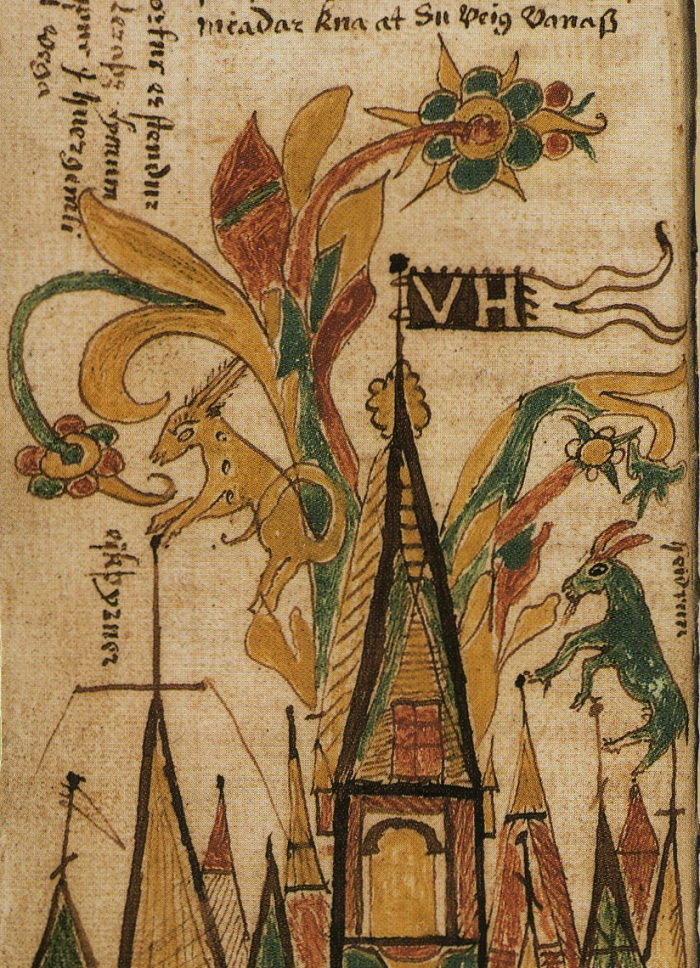
Eikþyrnir et Heidrun au Valhalla

Dans la mythologie nordique, Eikthyrnir, ou Eikþyrnir (vieux norrois « chêne-épineuse », « celui qui a des cornes, des bois de chêne »), est le nom d'un cerf fabuleux se nourrissant des jeunes pousses de Læradr, arbre qui peut être identifié au frêne Yggdrasil. Il est dit au chapitre 39 de l’Edda de Snorri qu'il se tient sur le Valhalla et qu'il draine de par ses bois tant d'eau vers Hvergelmir que c'est de là que proviennent toutes les rivières.